# Agence des musulmans d'Afrique
Pour les articles homonymes, voir AMA.
L'Agence des musulmans d'Afrique (AMA) est une organisation humanitaire, de développement et de promotion de l'islam en Afrique, fondée en 1982 et basée au Koweït. Elle était présente en 2001 dans 34 pays d'Afrique, dont le Sierra Leone, le Mali, le Mozambique, Madagascar, Zimbabwe, l'Angola, la Gambie et spécialement l'Afrique du Sud. Elle a été reconnue par le Conseil économique et social des Nations unies en 1998. Les buts de cette ONG sont de construire des écoles, des hôpitaux, des mosquées, et de renforcer la présence de l'islam par l'enseignement du Coran.